# Rombach (Aal)
Der Rombach ist ein knapp 6 Kilometer langer Bach im Welland im östlichen Baden-Württemberg, aus dessen Zusammenfluss mit dem rechten Sauerbach die Aal entsteht. Auf einem Teil seines Laufes heißt er Nesselbach.

## Geographie

### Verlauf
Der Rombach hat seinen Ursprung etwa einen Kilometer südlich von Aalen-Dewangen auf ungefähr 497 m ü. NHN zwischen Degenhof und Gobühl auf dem Degenfeld, wo er inmitten recht ebener landwirtschaftlicher Flächen und ohne klaren Anfang nach Nordost zu fließen beginnt. Er biegt gleich nördlich um das Wäldchen Kirchholz, erreicht die Windwiese, nach der sein Oberlauf bis etwa Hammerstadt auch Windwiesenbach genannt wird, und zieht dann durch die sogenannte Spitzklinge nach Südosten in Richtung Hammerstadt. Diesen Teilort von Aalen streift er im Südwesten, dem Dorf gegenüber mündet dort aus westsüdwestlicher Richtung der Pfostenbach, an dessen Ende von Norden her der Spitzbach. Kurz nach dem Dorf beginnt ein Abschnitt, in dem er auch Nesselbach heißt und bald durch die Flur Nesslau fließt. Er fließt langsam in einer Kurve nach Süden und erhält mit dem Öchslesbach einen weiteren Zulauf von Norden. Er fließt nunmehr in Richtung Süden, erreicht das zu seiner Rechten liegende Unterrombach, das aus einem alten Neßlau hervorging, und nimmt hier von Westen den Eselbach auf, seinen längsten Zufluss. Dort endet der Nesselbach-Abschnitt. Wenige hundert Meter weiter erreicht ihn durch den Ortsteil von Westsüdwest her ein weiterer linker Zufluss, der Sulzgraben, einen Steinwurf weiter talab ein rechter, der Burrenbach von Nordnordosten. Danach fließt er in einer sanften Kurve nach Osten, die er nicht ganz vollendet, weil sich der von Westen kommende Sauerbach zuvor mit ihm auf etwa 435 m ü. NN Dürrwiesen vereint und es entsteht die Aal, die in der Sauerbachrichtung weiterfließt.
Der Rombach, den dominierenden Nesselbach-Abschnitt eingeschlossen, erreicht eine Länge von 5,9 km und trägt zum Einzugsgebiet der Aal ein 12,1 km² großes Teilgebiet bei. Seine nordwestlichen Nachbarbäche entwässern zur Lein, die nördlichen und östlichen zum Kocher, die südlichen und westlichen zum Sauerbach.
Der Rombach zieht sich größtenteils durch die Flur oder grenzt nur einseitig an Siedlungsgelände an. Fast auf seinem ganzen Lauf begleitet ihn ab Hammerstadt zu seiner Rechten die Kreisstraße 3326 (K 3326). Die erste Straßenbrücke überspannt ihn kurz nach Hammerstadt, zwei weitere queren ihn im Ortsbereich von Unterrombach. Ungefähr von der zweiten an begleitet ihn linksseitig etwa auf einem knappen halben Kilometer die 2001 eröffnete Westumgehung Aalens der B 29. Sie führt danach durch den fast einen Kilometer langen Rombachtunnel, der den Rombach und anschließend den Sauerbach unterquert und für dessen Bau der namengebende Bach umgeleitet wurde; das Umleitungsbett wie auch sein ursprüngliches Bett führen heute Wasser. Kurz vor dem Ende seines Laufs spannt sich die Brücke der K 3326 über den Rombach, der nirgends das Gebiet der Stadt Aalen verlässt.

### Zuflüsse
mit Mündungsseite, Mündungsort und ungefährer Länge (auf TK 25 abgemessen und auf volle Kilometer gerundet)
- Pfostenbach, von rechts gegenüber Hammerstadt, 2 km
- Spitzbach, von links nach Hammerstadt, 2 km
- Öchslesbach, von links unterhalb Hammerstadts, 1 km
- Eselbach, von rechts in Unterrombach, 2 km (mit Oberlauf Salinenbach)
- Sulzgraben, von rechts in Unterrombach, 1 km
- Burrenbach, von links gegenüber Unterrombach, 2 km
- Bach aus dem Burren, von links bei Hofherrnweiler, 1 km

### Flusssystem Aal
- Fließgewässer im Flusssystem Aal